# حسان لالماس
حسان لالماس (من مواليد 12 مارس 1943 بالجزائر العاصمة) هو لاعب كرة قدم جزائري سابق. كان نجم شباب بلوزداد في الستينيات والسبعينات، وأحد أفضل اللاعبين الذين أنجبتهم الكرة الجزائرية. اعتبره الكثير من المتتبعين رفقة رشيد مخلوفي ولخضر بلومي أفضل ما انجبت الكرة الجزائرية لحد اليوم.
لقب بالكبش نظرا لتسديداته بالرأس وكذا اختراقه القوي لدفاعت المنافسين لبنيته القوية كما تميز لالماس بقدرته الفذة في صناعة اللعب وقيادة الفريق والمنتخب الأول فضلا عن ثقافته التكتيكية العالية وتمريراته السحرية الحاسمة. كما اعتبر أفضل هداف في تاريخ الدوري الجزائري بإحراز 150 هدفا، فضلا عن حيازته للرقم القياسي لعدد الأهداف الموقعة في نهائي كاس الجزائر بمجموع 6 أهداف في ثلاث نهائيات. اعتبر لالماس صاحب أول هدف للفريق الوطني الجزائري في كأس أمم أفريقيا و كان ذلك أمام أوغندا في نهائيات إيثوبيا عام 1968 واختير أفضل لاعب في الدورة رغم خروج الجزائر في الدور الأول و لقد سجل لالماس ثلاثية قي تلك المقابلة
اعتزل لالماس اللعب مع الفريق الوطني بحصيلة 73 مقابلة وسجل فيها 12 هدفا كما أنه سجل هدف تاريخي في مرمى ليف ياشين الحارس الروسي العملاق خلال لقاء الجزائر مع الاتحاد السوفيتي (2-2) سنة 1964. تلقى عروضا للاحتراف، وبالتحديد من أولمبي مرسيليا، لكن القوانين الجزائرية التي كانت تمنع الاحتراف قبل 28 سنة آنذاك حرمته من تحقيق حلمه وتفجير موهبته بالدوري الفرنسي.
توفي في 7 يوليو 2018 بعد صراع مع المرض.